# 3327 Campins
3327 Campins là một tiểu hành tinh vành đai chính với cận điểm quỹ đạo là 2.8556921 AU. Nó có độ lệch tâm là 0.0991664 và chu kỳ quỹ đạo là 2063.7436528 ngày (5.65 năm).
Calinger có vận tốc quỹ đạo trung bình là 16.71336221 km/s và độ nghiêng quỹ đạo là 1.56049°.
Thlà mộtsteroid was được phát hiện ngày 14 tháng 8 năm 1985 bởi Edward L. G. Bowell.